# 木林身江子
木林 身江子（きばやし みえこ）は、日本の保健師、福祉学者（介護福祉）。学位は博士（学術）（静岡県立大学・2021年）。静岡県立大学短期大学部社会福祉学科准教授。
金谷町保健福祉センター保健婦、静岡県立大学短期大学部社会福祉学科講師などを歴任した。

## 概要
介護福祉を専攻する福祉学者である。高齢者介護施設においてのポジショニングの教育に関する研究で知られている。金谷町保健福祉センターでの勤務を経て、静岡県立大学にて教鞭を執った。

## 来歴

### 生い立ち
静岡県榛原郡金谷町の職員として採用され、金谷町保健福祉センターの保健婦として勤務した。また、医療・保健分野に関わる人材の育成にも携わっていた。静岡県により設置・運営される静岡県立大学の短期大学部においては、社会福祉学科の嘱託員を非常勤で務めていた。

### 福祉学者として
2001年（平成13年）、静岡県立大学の短期大学部に採用され、社会福祉学科の助手を常勤で務めることになった。その傍ら、栴檀学園が設置・運営する東北福祉大学の大学院に進学しており、総合福祉学研究科にて学んでいた。2006年（平成18年）3月、東北福祉大学の大学院における修士課程を修了した。それに伴い、修士（社会福祉学）の学位を取得した。また、学校教育法の改正に伴い、2007年（平成19年）より職位が助手から助教に変更された。
2008年（平成20年）、静岡県立大学の短期大学部において、社会福祉学科の講師に昇任した。また、それと並行して、他の団体においても役職を兼任していた。たとえば、社会福祉法人である野菊寮においては、2015年（平成27年）より評議員を兼任していた。また、社会福祉法人である静和会においては、2017年（平成29年）より監事を兼任していた。その傍ら、静岡県立大学の大学院に進学しており、経営情報イノベーション研究科の経営情報イノベーション専攻にて学んでいた。在学中に「介護職のポジショニング実践能力の熟達化に関する研究――経験を通した学習と獲得能力からの検討」と題した博士論文を執筆した。2021年（令和3年）3月、静岡県立大学の大学院における博士課程を修了した。それに伴い、博士（学術）の学位を取得した。
2021年（令和3年）、静岡県立大学の短期大学部にて、社会福祉学科の准教授に昇任した。社会福祉学科においては、主として介護福祉専攻の講義を担当した。

## 研究
専門は福祉学であり、特に介護福祉の分野に対する研究に従事していた。具体的には、高齢者の拘縮や褥瘡の対策として、ポジショニングに着目している。そのため、高齢者介護施設においてのポジショニングの教育に関する研究に取り組んでおり、大学院生として執筆した博士論文もそれをテーマとしていた。また、ノーリフティングケアを導入するにあたっての支援についての研究にも取り組んでいた。これまでの業績に対しては、2021年（令和3年）に静岡県立大学学長賞が授与されている。
学術団体としては、日本介護福祉学会、日本介護福祉教育学会、日本介護経営学会、といった組織に所属していた。

## 略歴
- 2001年 - 静岡県立大学短期大学部社会福祉学科助手[3]。
- 2006年 - 東北福祉大学大学院総合福祉学研究科修士課程修了[4]。
- 2007年 - 静岡県立大学短期大学部社会福祉学科助教[3]。
- 2008年 - 静岡県立大学短期大学部社会福祉学科講師[3]。
- 2015年 - 野菊寮評議員[6]。
- 2017年 - 静和会監事[6]。
- 2021年 - 静岡県立大学大学院経営情報イノベーション研究科博士課程修了[4]。
- 2021年 - 静岡県立大学短期大学部社会福祉学科准教授[3]。

## 賞歴
- 2021年 - 静岡県立大学学長賞[11]。

## 著作

### 共著
- 介護福祉士実務者研修テキスト総括編集委員会編『認知症の理解・障害の理解』全国社会福祉協議会、2016年。ISBN 978-4-7935-1205-6
- TAC介護福祉士受験対策研究会編著『みんなが欲しかった！　介護福祉士の教科書』2017年版、TAC出版事業部、2016年。ISBN 978-4-8132-6685-3
- TAC介護福祉士受験対策研究会編著『みんなが欲しかった！　介護福祉士の問題集』2017年版、TAC出版事業部、2016年。ISBN 978-4-8132-6686-0
- 『社会福祉学習双書』編集委員会編『介護概論』改訂8版、全国社会福祉協議会、2017年。ISBN 978-4-7935-1232-2
- TAC介護福祉士受験対策研究会編著『みんなが欲しかった！　介護福祉士の教科書』2018年版、TAC出版事業部、2017年。ISBN 978-4-8132-7033-1
- TAC介護福祉士受験対策研究会編著『みんなが欲しかった！　介護福祉士の問題集』2018年版、TAC出版事業部、2017年。ISBN 978-4-8132-7034-8
- 山口晴保監修、松沼記代編集『明日から使える！　高齢者施設の介護人材育成テキスト』中央法規出版、2017年。ISBN 978-4-8058-5570-6
- 『社会福祉学習双書』編集委員会編『介護概論』改訂9版、全国社会福祉協議会、2018年。ISBN 978-4-7935-1260-5
- 『社会福祉学習双書』編集委員会編『介護概論』改訂10版、全国社会福祉協議会、2019年。ISBN 978-4-7935-1302-2

### 註釈
1. ↑  静岡県榛原郡金谷町は、旧島田市と新設合併し、2005年に島田市が設置された。
2. ↑  保健婦は、2002年以降の保健師に相当する。
3. ↑  静岡県立大学短期大学部は、2007年に静岡県から静岡県公立大学法人に移管された。